# Lo que siempre soñamos ser
Lo que siempre soñamos ser es el nombre del álbum debut de estudio grabado por el grupo mexicano de pop latino Sandoval. Fue lanzado al mercado por el sello discográfico Warner Music Latina el 21 de julio de 2009.

## Lista de canciones
Todas las canciones fueron compuestas por Mario Sandoval.
| N.º | Título                       | Duración |  |
| 1.  | «A quien tú decidiste amar»  | 3:51     |  |
| 2.  | «Sentados en el árbol»       | 3:54     |  |
| 3.  | «Loco extraño»               | 4:33     |  |
| 4.  | «Juegas a no ser tú»         | 3:11     |  |
| 5.  | «Lo que siempre soñamos ser» | 3:52     |  |
| 6.  | «Te vi»                      | 3:47     |  |
| 7.  | «Quiero»                     | 3:55     |  |
| 8.  | «Ella»                       | 4:43     |  |
| 9.  | «De Madrid al cielo»         | 3:40     |  |
| 10. | «Trata»                      | 4:15     |  |
| 11. | «Mientras bailabas»          | 4:10     |  |

## Certificaciones
| País   | Organismo certificador | Certificación | Ventas certificadas | Ref   |
| ------ | ---------------------- | ------------- | ------------------- | ----- |
| México | AMPROFON               | Oro           | 30 000              | [ 2 ] |